# 陈有年
陈有年（1531年—1598年），字登之，号意山、心穀，晚號克庵，浙江绍兴府余姚县（今余姚市）人，明朝政治人物。与余姚孙鑨，平湖陆光祖并称为“浙中三贤太宰”，闻名天下。

## 生平
陈有年于嘉靖三十一年（1552年）中式壬子科顺天府乡试第二名举人，四十一年（1562年）考中壬戌科会试第八十一名，二甲四十二名进士，授刑部主事。后改任吏部，历验封郎中。万历元年（1573年），参与廷争，奏不得张居正，告病退职。万历十二年（1584年），起用任稽勋郎中，历任考功、文选。“除目下，中外皆服”。迁太常寺少卿，以右佥都御史任江西巡抚。張居正死後后，經孫繼先舉薦，恢復官職，累迁吏部右侍郎，后改任兵部，又改回吏部。万历二十一年（1593年），诏拜吏部尚书。次年致仕。万历二十六年（1598年）正月卒，享年六十八岁。

## 身后
四月，诏任其为南京右都御史，但陈有年已经逝世。朝廷追封太子太保，谥恭介。

## 家族
曾祖陳孟昂，號吟軒，贈都察院右副都御史。祖父陈巨理，贈都察院右副都御史。父亲陈克宅，字即卿，正德九年进士，嘉靖中官右副都御史，是一代名吏。母唐氏（1485年-1568年），封淑人。慈侍下。兄陈有勋，监生，官平度州判官、補吏部主事；陈有济，早卒；弟陈有孚，监生，官江浦县主簿

## 评价
“风节高天下”——摘自《明史·陈有年传》

## 著作
- 《陈恭介公集》

## 延伸阅读
[在维基数据编辑]
 《明史卷二百二十四》，出自《明史》
 《國朝獻徵錄·卷之二十五》，出自焦竑《國朝獻徵錄》